# Maison centrale de Saint-Martin-de-Ré
La maison centrale de Saint-Martin-de-Ré est une maison centrale française située dans la commune de Saint-Martin-de-Ré, sur l'Île de Ré, dans le département de la Charente-Maritime et en région Nouvelle-Aquitaine.
L'établissement dépend du ressort de la direction interrégionale des services pénitentiaires de Bordeaux. Au plan judiciaire, l'établissement relève du tribunal judiciaire de La Rochelle et de la cour d'appel de Poitiers.
L'établissement est la plus grande maison centrale de France.

## Histoire

### La citadelle de Saint-Martin-de-Ré
La maison centrale de Saint-Martin-de-Ré est une ancienne fortification conçue par Vauban dont la construction a été achevée en 1681.
Cependant, les installations n'ont jamais servi en tant qu’infrastructures militaires, ayant uniquement été utilisées comme structures d'incarcération. Elles ont ainsi accueilli des révolutionnaires, des sympathisants royalistes, des prêtres réfractaires, des opposants ou sympathisants de Napoléon 1er (en fonction des périodes de l'histoire) et enfin des Communards.

### Le dépôt des condamnés aux travaux forcés
À partir de 1873, l'établissement est réaffecté à l'accueil des criminels condamnés aux travaux forcés, les relégués, les criminels et les délinquants récidivistes destinés à être envoyés aux bagnes de Guyane française.
Cependant, l'établissement n'a jamais été considéré comme un bagne car il n'accueillait qu'un petit dépôt tenu par une trentaine de fonctionnaires recevant deux fois par an, pendant une vingtaine de jours, des bagnards en partance pour la Guyane. L'établissement reste néanmoins parfois surnommé « le bagne ».

### La maison centrale de Saint-Martin-de-Ré
L'établissement ouvre en tant que maison centrale en 1946. Il est constitué de deux implantations séparées, devenues quartiers de détention dans les années 1970 : la Citadelle et la Caserne.
Certains journalistes surnomment l'établissement le « Sing Sing français ». Jusqu'à présent un seul homme a réussi à s'en évader, le légionnaire Claude Tenne le 3 novembre 1967.
La « Caserne » est notamment constituée de deux grandes cours de promenade séparées par deux corps de bâtiment constitués de huit bâtiments préfabriqués appelés les « casinos ». En 2016, ces « casinos » ont été supprimés et un gymnase à destination des détenus y a été construit à la place.

## Description
Situé au centre-ville de la localité de Saint-Martin-de-Ré, la maison centrale est l'un des quatre établissements pénitentiaires de Charente-Maritime. Elle dépend du ressort de la direction interrégionale des services pénitentiaires de Bordeaux et, au niveau judiciaire, relève du tribunal judiciaire de La Rochelle et de la cour d'appel de Poitiers.
Elle est également la plus grande maison centrale de France, parmi les neuf que compte le pays, regroupant à elle seule près d'un quart des places de cette catégorie.
La maison centrale de Saint-Martin-de-Ré est intégrée dans la Citadelle conçue par Vauban au XVIIe siècle et attenante à l’enceinte fortifiée de la commune de Saint-Martin-de-Ré. Elle est constituée de deux implantations séparées de quelques centaines de mètres :
- la « Citadelle », appelée également « quartier de la Citadelle » et d'une superficie de 35 000 m2 : installée dans la Citadelle de Saint-Martin-de-Ré, elle constituait, jusqu'en 1938, un ancien lieu d'incarcération des condamnés aux travaux forcés avant leur départ pour le bagne de Guyane française,
- la « Caserne », anciennement « caserne Toiras »[9] et appelée également « quartier de la Caserne » et d'une superficie de 46 600 m2 : elle logeait initialement les troupes chargées de l’encadrement des bagnards incarcérés à la Citadelle[10]. C'est là qu'ont été incarcérés de nombreux condamnés de l'OAS de 1962 à 1968[11].

L'établissement est composés de 490 cellules réparties entre ces deux quartiers. Mais la « Citadelle » et la « Caserne » sont parfois considérés comme deux établissements pénitentiaires distincts à la fois dans leur fonctionnement, leur identité, le personnel qui y est affecté et les détenus qui y sont incarcérés. 
L'établissement a une capacité d'accueil de 458 places exclusivement pour des détenus hommes bénéficiant de cellules exclusivement individuelles dans un régime de détention dit « porte fermée ». En 2021, l'établissement connaissait une proportion de personnes détenues condamnées à des peines criminelles en augmentation et accueillait 54,5 % d’auteurs d’infraction à caractère sexuel.
Au 1er février 2022, l'établissement accueillait 364 détenus, soit un taux d'occupation de 79,5 %.

## Actions de réinsertion des détenus
L'organisation de l'établissement est cependant essentiellement axée sur le fait d'occuper les détenus avec des activités sportives, socio-éducatives, comme des ateliers d'écriture, voir artistiques, tout en octroyant de nombreuses permissions de sortie. En 2000, plus de la moitié des permissions de sortir accordées aux détenus incarcérés en maison centrale l'ont été pour les détenus de Saint-Martin-de-Ré.
En 2008, un partenariat est signé entre l'établissement et la bibliothèque de l'université de La Rochelle afin de mettre de place des ateliers pour les détenus inscrits dans des formations universitaires.
À partir de 2015, des ateliers culinaires sont créés dans l'établissement à destination des détenus dans le cadre d'un projet « alimentaire, sport et santé dans détention » pour améliorer les habitudes alimentaires des détenus.

## Prise en charge de personnes détenues transgenres
L'établissement ne dispose d'aucun quartier pour femmes mais accueillait en 2021 deux personnes détenues transgenres qui ont été incarcérées dans l'établissement en tant que détenus hommes et qui ont débuté leur transition de genre sociale, médicale et juridique durant leur incarcération à la maison centrale.
Le CGLPL, lors d'une inspection spécifique à la prise en charge de personnes détenues transgenres, relève ainsi que cette situation soulève plusieurs difficultés à la fois au niveau de la formation du personnel pénitentiaire et soignant affecté dans l'établissement sur les questions de transidentité quand dans l'absence de directives d'ordre général émanant de la direction de l'Administration pénitentiaire sur ces questions. La prise en compte de leur transition durant leur quotidien (mégenrage, non-respect de l'intimité ou fouilles réalisées dans les mêmes conditions que pour les hommes) ou dans la transition médicale sont également relevées.

## Détenus notables

### Détenus au dépôt des condamnés aux travaux forcés
- Henri Charrière (Papillon)[19]
- Alfred Dreyfus[2], du 18 janvier au 21 février 1895
- Guillaume Seznec[2]

### Détenus à la maison centrale
- Francisco Arce Montes, condamné à 30 ans de prison pour avoir violé et tué Caroline Dickinson, une jeune collégienne anglaise à Pleine-Fougères en 1996[20].
- Stéphane Lauzanne[21]
- Claude Tenne
- Francis Evrard (pédophile multirécidiviste) purge depuis 2011 à Saint-Martin une peine de 30 ans de détention pour un crime sexuel commis en récidive[22]. En 2019, il est à nouveau condamné à un an de prison pour avoir détenu sur une clé USB des images de mineurs à caractère pornographique[23].

## Événements notables
Le député français Olivier Falorni, nouvellement nommé secrétaire de la commission d'enquête parlementaire sur la surveillance des filières et des individus djihadistes,, se rend à la maison centrale de Saint-Martin-de-Ré le vendredi 2 octobre 2015 où il dénonce l’existence d'un des baraquements, appelés « casinos », qui fait régulièrement office de mosquée clandestine salafiste, malgré la vigilance des gardiens.
En 2021, une dizaine de détenus de l'établissement attaquent en justice la maison centrale car ils estiment avoir subi un nombre important de fouilles à nu qu'ils considèrent comme étant injustifiées. L'administration considère de son côté qu'il s'agit de mesures de sécurité justifiées. La même année, en pleine pandémie de COVID-19, des surveillants surprennent et interrompent une relation sexuelle entre une avocate et un détenu de l'établissement survenue au parloir de l'établissement. Des procédures disciplinaires sont engagées contre l'avocate et le détenu,. Également en 2021, un détenu tente d'assassiner une psychologue de l'établissement.
En 2022, sept surveillants mis en cause dans la mort par asphyxie d'un prisonnier, survenue en 2016, sont reconnus coupables d'homicide involontaire pour avoir bâillonné et maintenus à terre un détenu violent lors d'un transfert, ce qui a entrainé son décès. Quatre agents sont condamnées pour homicide involontaire, trois pour non-assistance à personne en péril et violence volontaire aggravée pour l’un d’eux, plusieurs surveillants sont ainsi condamnés à de la prison avec sursis,. La même année, quatre détenus sont blessés lors d'un incident qualifiée de « bagarre générale »,.
En avril 2023, la directrice d'un des quartiers de l'établissement (le quartier de la caserne) est violemment agressée par un détenu qui venait d'être informé de son transfert dans un autre établissement,. Le détenu, qui devait être libéré un an après l'incident, est condamné en comparution immédiate à trois ans d’emprisonnement supplémentaires.